# Timecop
Timecop (soms ook geschreven als Time Cop) is een Amerikaans-Japanse sciencefiction/thrillerfilm uit 1994. De film is geregisseerd door Peter Hyams. Hoofdrollen worden vertolkt door Jean-Claude Van Damme, Mia Sara, en Ron Silver. Het verhaal van de film is gebaseerd op een stripreeks van Dark Horse Comics.
Timecop staat bekend als Van Dammes meest succesvolle film qua opbrengst. De film bracht wereldwijd meer dan 100 miljoen dollar op.

## Verhaal
De film begint in 1863, wanneer een goudtransport wordt overvallen door een man die gebruikmaakt van vuurwapens die pas eind 20e eeuw worden uitgevonden. Vervolgens verplaatst het verhaal zich naar 1994, waar de overheid de Time Enforcement Commission (TEC) in het leven roept om misdadigers die tijdreizen (waar men sinds kort de mogelijkheid toe heeft) misbruiken op te sporen en tegen te houden. Een van de agenten van de TEC is Max Walker. Hij wordt al snel doelwit van een aanslag waarbij zijn vrouw, Melissa, omkomt.
Tien jaar later is Walker nog altijd een TEC-agent. Hij wordt naar 1929 gestuurd om zijn voormalige partner Atwood te arresteren omdat hij misbruik heeft gemaakt van de beurskrach van 1929 om zichzelf te verrijken. Atwood blijkt nu te werken voor een man genaamd McComb, die geld nodig heeft voor zijn campagne om president van de Verenigde Staten te worden. Atwood is echter doodsbang voor McComb en weigert tegen hem te getuigen.
Walker wordt vervolgens met agent Fielding terug naar 1994 gestuurd, een tijd waarin McComb nog een jonge senator was. De oudere McComb uit 2004 gaat echter ook terug om zijn jongere zelf te waarschuwen voor een zakendeal die hem veel geld zal kosten. Fielding blijkt ook voor McComb te werken en helpt hem met zijn plan. Wanneer Walker terugkeert naar 2004 blijkt alles te zijn veranderd. De TEC wordt gesloten en McComb is nu een rijk en machtig man. Ook herinnert behalve Walker niemand zich iets van McCombs daden in 1994.
Walker slaagt erin terug te gaan naar 1994. Hij besluit van de gelegenheid gebruik te maken om Melissa te redden. Daarna vecht hij het uit met McComb en zijn handlangers, hierbij geholpen door zijn jongere zelf. De oudere McComb komt vanuit 2004 terug naar 1994 om zijn jongere zelf te helpen, maar Walker maakt van deze gelegenheid gebruik om ze beide te doden.
Bij zijn terugkeer in 2004 ontdekt Walker dat de wereld veel minder corrupt is geworden en dat McComb al tien jaar spoorloos verdwenen is. Thuis wachten Melissa en hun zoon hem op.

## Rolverdeling
| Acteur                | Personage                |
| --------------------- | ------------------------ |
| Jean-Claude Van Damme | Max Walker               |
| Mia Sara              | Melissa Walker           |
| Ron Silver            | Senator Aaron McComb     |
| Bruce McGill          | Commander Eugene Matuzak |
| Gloria Reuben         | Sarah Fielding           |
| Scott Bellis          | Ricky                    |
| Jason Schombing       | Lyle Atwood              |
| Scott Lawrence        | George Spota             |
| Kenneth Welsh         | Senator Utley            |
| Brad Loree            | Reyes                    |
| Kevin McNulty         | Jack Parker              |
| Gabrielle Rose        | Judge Marshall           |
| Duncan Fraser         | Irish Cop                |
| Veena Sood            | Nurse                    |
| Brent Woolsey         | Shotgun                  |
| J.J. Makarno          | McComb Guard #1          |
| Yves Cameron          | McComb Guard #2          |
| David Jacox           | McComb Man #1            |
| Mike Mitchell         | McComb Man #2            |
| Shane Kelly           | Rollerblades             |

## Achtergrond

### Ontvangst
Timecop bracht in het openingsweekend 12.064.625 dollar op. De tweede week bracht de film 8.176.615 dollar op. De totale opbrengst in de Verenigde Staten was 45 miljoen dollar. Wereldwijd deed de film het beter, met een opbrengst van 101 miljoen.
Reaties van critici over de film waren gemengd. Zo werd er vaak gewezen op de vele fouten en tegenstrijdigheden in het verhaal. Filmrecensent Roger Ebert noemde Timecop een low-rent "Terminator". Richard Harrington van de Washington Post zij "For once, Van Damme's accent is easier to understand than the plot."

### Spin-offs
Na uitkomst van de film publiceerde Dark Horse Comics een speciaal tweeluik van de Timecop-stripreeks, waarin het verhaal van de film werd verteld.
De film kreeg een spin-off in de vorm van een kortlopende televisieserie, eveneens genaamd Timecop. Hierin speelden T.W. King en Cristi Conaway.
In 2003 kreeg de film een direct-naar-video vervolg getiteld Timecop 2: The Berlin Decision, met Jason Scott Lee en Thomas Ian Griffith.
Cryo Interactive ontwikkelde een spel gebaseerd op de film. Dit kwam in 1995 uit voor de SNES.
Tussen 1997 en 1999 verscheen een aantal romans die aansloten op de film, geschreven door Dan Parkinson.

## Prijzen en nominaties
In 1994 werd Timecop genomineerd voor de prijs voor beste film op het Sitges - Catalonian International Film Festival.
In 1995 won Mia Sara voor haar rol in Timecop een Saturn Award voor beste vrouwelijke bijrol.
Datzelfde jaar werd Timecop ook genomineerd voor Saturn Awards in de categorieën beste sciencefictionfilm, beste special effects en beste script.